# 交響曲第3番 (シュポーア)
交響曲第3番 ハ短調 作品78 (独: Sinfonie Nr. 3 op. 78)は、ドイツの作曲家ルイ・シュポーアが1828年に作曲した交響曲である。
初演は同年、カッセルで、作曲者自身の指揮によって行われた。

## 編成
フルート2、オーボエ2、クラリネット2、ファゴット2、ホルン2、トランペット2、トロンボーン3、ティンパニ、弦5部

## 楽曲構成
全4楽章からなる。演奏時間は約30分。
- 第1楽章 Andante grave - Allegro
- 第2楽章 Larghetto
- 第3楽章 Scherzo
- 第4楽章 Finale: Allegro